# Roderick MacFarquhar
Roderick MacFarquhar, né le 2 décembre 1930 à Lahore (Raj britannique) et mort le 10 février 2019 à Cambridge au Massachusetts, est un universitaire britannique, professeur à l'université Harvard, spécialiste de l'histoire de la Chine au XXe siècle.

## Œuvres
Roderick MacFarquhar a notamment écrit :
- En collaboration avec Michael Schoenhals, La Dernière Révolution de Mao. Histoire de la Révolution culturelle 1966-1976, Paris, Gallimard, 2009  (ISBN 2-070-78579-3)[3]
- (en) The Origins of the Cultural Revolution
- (en) Contradictions among the People, 1956-1957, Oxford, Oxford University Press, 1974, 439 p.
- (en) The Great Leap Forward, 1958-1960, même éditeur, 1983, 470 p.
- (en) The Coming of the Cataclysm, 1961-1966, même éditeur, 1997, XVI - 733 p.